# Banca Popolare Etica
Banca Popolare Etica és una cooperativa de crèdit vèneta centrada en la banca ètica i amb seu a la ciutat de Pàdua. La cooperativa té més de 30 000 socis, 25 000 dels quals són persones físiques i més de 4000 són entitats no físiques. La Fundació Fiare espanyola ha firmat un acord d'agència amb la Banca Popolare Etica.
Amb els seus socis La Nef (Arpitània) i Fiare (País Basc), Banca Popolare Etica treballa en la construcció d'un banc ètic cooperatiu europeu. És soci de la FEBEA (Federació Europea de Bancs Ètics i Alternatius).